# Dispersão (química)
Dispersão, na Química, é qualquer disseminação de uma substância ao longo de todo o volume de outra substância.
Uma dispersão é formada pela combinação de um dispergente com um disperso (soluto ou disseminado).
Disperso + Dispergente = Dispersão

## Classificação
1. De acordo com o diâmetro médio das partículas do disperso e outras características, a dispersão se classifica em solução, dispersão coloidal, suspensão e emulsão:
|                                                         | Soluções verdadeiras | Soluções coloidais | Suspensões                                                                                   |
| ------------------------------------------------------- | --- | --- | -------------------------------------------------------------------------------------------- |
| Exemplos                                                | Açúcar na água. | Gelatina na água | Terra suspensa em água                                                                       |
| Natureza das partículas dispersas.                      | Átomos, íons ou moléculas. | Aglomerados de átomos, íons ou moléculas ou mesmo moléculas gigantes ou íons gigantes.                                            | Grandes aglomerados de átomos, íons ou moléculas.                                            |
| Tamanho médio das partículas.                           | De 0 a 1 nm. | De 1 a 1000 nm. | Acima de 1000 nm.                                                                            |
| Visibilidade das partículas (homogeneidade do sistema). | As partículas não são visíveis com nenhum aparelho (sistema homogêneo). | As partículas são visíveis ao ultramicroscópio (sistema heterogêneo).                                                             | As partículas são visíveis ao microscópio comum (sistema heterogêneo).                       |
| Sedimentação das partículas.                            | As partículas não se sedimentam de modo algum. | As partículas sedimentam-se por meio de ultracentrífugas.                                                                         | Há sedimentação espontânea ou por meio de centrífugas comuns.                                |
| Separação por filtração.                                | A separação não é possível por nenhum tipo de filtro. | As partículas são separadas por meio de ultrafiltros.                                                                             | As partículas são separadas por meio de filtros comuns (em laboratório, com papel de filtro) |
| Comportamento no campo elétrico.                        | Quando a solução é molecular, ela não permite a passagem da corrente elétrica. Quando a solução é iônica, os cátions vão para o pólo negativo, e os ânions para o pólo positivo, resultando uma reação química denominada eletrólise. | As partículas de um determinado colóide têm carga elétrica de mesmo sinal; por isso todas elas migram para o mesmo pólo elétrico. | As partículas não se movimentam pela ação do campo elétrico.                                 |

Colóides: As dispersões coloidais são dispersões intermediárias entre as soluções verdadeiras e as suspensões. As partículas dispersas são maiores do que as moléculas mas não suficientemente grandes para se depositar pela ação da gravidade.
Colóides no dia a dia: Sistemas coloidais estão presentes em nosso cotidiano, na higiene pessoal, sabonete, shampoo, cremes dentais, espuma, creme de barbear, maquiagem, cosméticos, no leite, café, manteiga, cremes vegetais e geleias de frutas. No caminho para o trabalho podemos enfrentar neblina, poluição do ar ou ainda apreciar a cor azul do céu, parcialmente explicada pelo espalhamento Rayleigh da luz do Sol ao entrar na atmosfera contendo partículas de poeira cósmica atraídas pela Terra. No almoço, temperos, cremes e maionese para saladas. No entardecer, ao saborear cerveja, refrigerante ou sorvete estamos ingerindo coloides. Os coloides também estão presentes em diversos processos de produção de bens de consumo, incluindo o da água potável, nos processos de separação nas indústrias de biotecnologia e no tratamento do meio ambiente. Os fenômenos coloidais são utilizados com frequência em processos industriais de produção de polímeros, detergentes, papel, análise do solo, produtos alimentícios, tecidos, precipitação, cromatografia, troca iônica, flotação, catálise heterogênea. São também muito importantes os coloides biológicos, tais como o sangue, o humor vítreo e o cristalino.
Exemplos e classificação de coloides.
Na tabela a seguir estão alguns diferentes tipos de coloides segundo o estado das fases contínua e dispersa:
Quadro 1. Tipos de dispersões coloidais.
|                       | D I S P E R S O |                                                                       |                                                        |                                                                          |
| D I S P E R G E N T E |                 | Gás                                                                   | Líquido                                                | Sólido                                                                   |
| D I S P E R G E N T E | Gás             | Não existe. Todos os gases são solúveis entre si.                     | Exemplos:nuvem, neblina                                | Exemplos: fumaça, pó em suspensão                                        |
| D I S P E R G E N T E | Líquido         | Espuma líquida, Exemplo: espuma de sabão, creme de barbear, chantilly | Emulsão, Exemplos: leite, mel, maionese, creme, sangue | Sol, Exemplo: tintas, vidros coloridos, sangue                           |
| D I S P E R G E N T E | Sólido          | Espuma sólida, Exemplo: pedrapomes, poliestireno expandido            | Gel, Exemplos: gelatina, queijo, geleia                | Sol sólido, Exemplo: cristal de rubi, cristal de safira, ligas metálicas |

Nota: 1 Å (angström) = 10 –7 mm = 10 - 8 cm = 10 - 9 nm = 10 – 10 m
Soluções
Solução é qualquer mistura homogênea de duas ou mais substâncias. A água que bebemos, os refrigerantes, os combustíveis (álcool hidratado, gasolina), diversos produtos de limpeza (como sabonetes líquidos) são exemplos de soluções.
Classificação das soluções:
Para classificar soluções, adotamos os seguintes critérios: estado de agregação, razão soluto/solvente e natureza das partículas dispersas. De acordo com estado de agregação, as soluções podem ser sólidas, líquidas ou gasosas:
Quadro 2 - Tipos de soluções
| Tipo de solução | Fase do soluto/fase do solvente                             | Exemplos |
| --------------- | ----------------------------------------------------------- | --- |
| Solução gasosa  | Soluto: gasoso Solvente: gasoso                             | Ar atmosférico filtrado. |
| Solução líquida | Soluto: sólido, líquido ou gasoso. Solvente: sempre líquido | a) Solução aquosa de sacarose - soluto: sacarose (s); solvente: água (l) b) Solução aquosa de álcool - soluto: álcool (1); solvente: água (l). c) Solução aquosa de oxigênio - soluto: oxigênio (g); solvente: água (l). |
| Solução sólida  | Soluto: sólido, líquido ou gasoso. Solvente: sempre sólido  | a) Liga de cobre e níquel - soluto: níquel (s); solvente: cobre (s). b) Amálgama de ouro - soluto: mercúrio (l); solvente: ouro (s). c) Liga de paládio e hidrogênio - soluto: hidrogênio (g); solvente: paládio (s).    |

Na natureza a dispersão, junto com o fenômeno da diluição, é um fenômeno ambiental muito importante, pois permite o lançamento adequado de poluentes gasosos ou líquidos, através de chaminés ou de emissários, diminuindo o impacto da carga poluidora inicial. Estes tipos de lançamentos estão previstos, respectivamente, no Protocolo de Quioto e no Protocolo de Annapolis. Estes cálculos de dispersão e de diluição, são efetuados na engenharia sanitária, utilizando-se modelos matemáticos ou  modelos físicos.